# Juillet 1972
Cette page présente les faits marquants du mois de juillet 1972.

## Évènements
- 2 juillet : 
  - accord indo-pakistanais à la suite du conflit de 1971. La question du Cachemire n’est toujours pas réglée.
  - Formule 1 : Grand Prix automobile de France.

- 4 juillet (Corée) : déclaration conjointe du Sud et du Nord proclamant que les deux parties continueraient de dialoguer pour avancer vers la réunification de la péninsule.

- 5 juillet, France : démission du Premier ministre Jacques Chaban-Delmas, remplacé par Pierre Messmer, malgré un vote de confiance de la Chambre.

- 8 juillet : assassinat de Ghassan Kanafani.
  - À la suite de la multiplication des actions contre Israël à partir du sud du Liban, Israël lance une campagne d’assassinats de responsables palestiniens (1972-1973)[1].

- 12 juillet : Cuba rejoint le Conseil d'assistance économique mutuelle lors de sa 26e session à Moscou[2].

- 14 juillet, France : manifestation de 20 000 personnes à Rodez contre l'extension du camp militaire du Larzac.

- 15 juillet (Formule 1) : Grand Prix de Grande-Bretagne.

- 18 juillet : Sadate renvoie les 20 000 conseillers militaires soviétiques d’Égypte après que l’URSS a refusé d’augmenter l’aide économique et militaire apportée à l’Égypte.

- 21 juillet : 
  - Jigme Singye Wangchuck devient roi du Bhoutan, à l'âge de 17 ans.
  - Bloody Friday, série d'attentats à la bombe dans la région de Belfast.

- 25 juillet[3] : réélection de Américo Tomás à la présidence de la République au Portugal.

- 28 - 5 août : une grève générale des dockers paralyse la vie économique au Royaume-Uni (24 millions de journées de travail perdues pour cause de grève en 1972).

- 29 juillet - 5 aout : le 57e congrès mondial d’espéranto a lieu à Portland (Oregon). Il a pour thème « Tourisme mondial et diversité linguistique ».

- 30 juillet (Formule 1) : Grand Prix automobile d'Allemagne.

- 31 juillet : détournement du Vol Delta Air Lines 841.

## Naissances
- 2 juillet : Dimitri Rataud, acteur français.
- 3 juillet : 
  - Pieter de Villiers, joueur de Rugby.
  - Mike Jocktane, Homme Politique gabonais.
- 4 juillet : Mike Knuble, joueur de hockey.
- 5 juillet : Gilles Lellouche, acteur français
- 6 juillet : Isabelle Boulay, chanteuse québécoise.
- 7 juillet : 
  - Meriem Bidani, taekwondoïste marocaine.
  - Lisa Leslie, basketteuse américaine.
  - Manfred Stohl, pilote de rallyes automobiles autrichien.
  - Kirsten Vangsness, actrice américaine.
  - Yoon Kyung-shin (윤경신), handballeur sud-coréen.
- 14 juillet : Loïc Le Meur, entrepreneur et blogueur français.
- 18 juillet : Titoff, acteur et humoriste français.
- 19 juillet : Zanele Muholi, photographe sud-africaine.
- 27 juillet : 
  - Sheikh Muszaphar Shukor, spationaute malaisien.
  - Siteny Randrianasoloniaiko, Homme politique malgache.
- 28 juillet : Chamaco II (Antonio Borrero Borrero), matador espagnol.
- 29 juillet : Wil Wheaton, acteur américain.

## Décès
- 7 juillet : Hélène Clément-Benois, peintre et décoratrice russe (° 31 mars 1898).
- 21 juillet : Jigme Dorji Wangchuck, roi du Bhoutan depuis 1952.
- 22 juillet : Charles de Chauton, fonctionnaire et historien local français (° 12 février 1894).
- 23 juillet : Suat Derviş, romancière, journaliste, traductrice, militante politique socialiste et féministe turque.
- 31 juillet :
  - Mikhaïl Artamonov, historien et archéologue russe (° 23 novembre 1898).
  - Paul-Henri Spaak, homme politique belge (° 25 janvier 1899).